# 앤서니 에드워즈 (배우)
앤서니 에드워즈(Anthony Edwards, 1962년 7월 19일 ~ )는 미국의 배우이다.

## 출연 작품

### 영화
- 리치몬드 연애 소동 (1982)
- 고래같은 마음 (1983)
- 기숙사 대소동 (1984)
- 사랑에 눈뜰 때 (1985)
- 탑건 (1986)
- 갓챠 (1985, Gotcha!)
- 기숙사 대소동 2 (1987, Revenge of the Nerds II: Nerds in Paradise)
- 미라클 마일 (1988, Miracle Mile)
- 동행자 (1988)
- 다운타운 (1990)
- 의뢰인 (1994)
- 플래닝 하트 (1998)
- 포가튼 (2004)
- 썬더버드 (2004)
- 조디악 (2007)
- 플립 (2010) - 스티븐 로스키 역
- 빅서 (2013)
- 비행기 (2013) - 애니메이션
- 밀그램 프로젝트 (2015)

### 텔레비전
- Northern Exposure (1992-93)
- ER (1994-2002, 2008)
- 테일즈 오브 더 워킹 데드 (2022)